# Táctica (León VI)

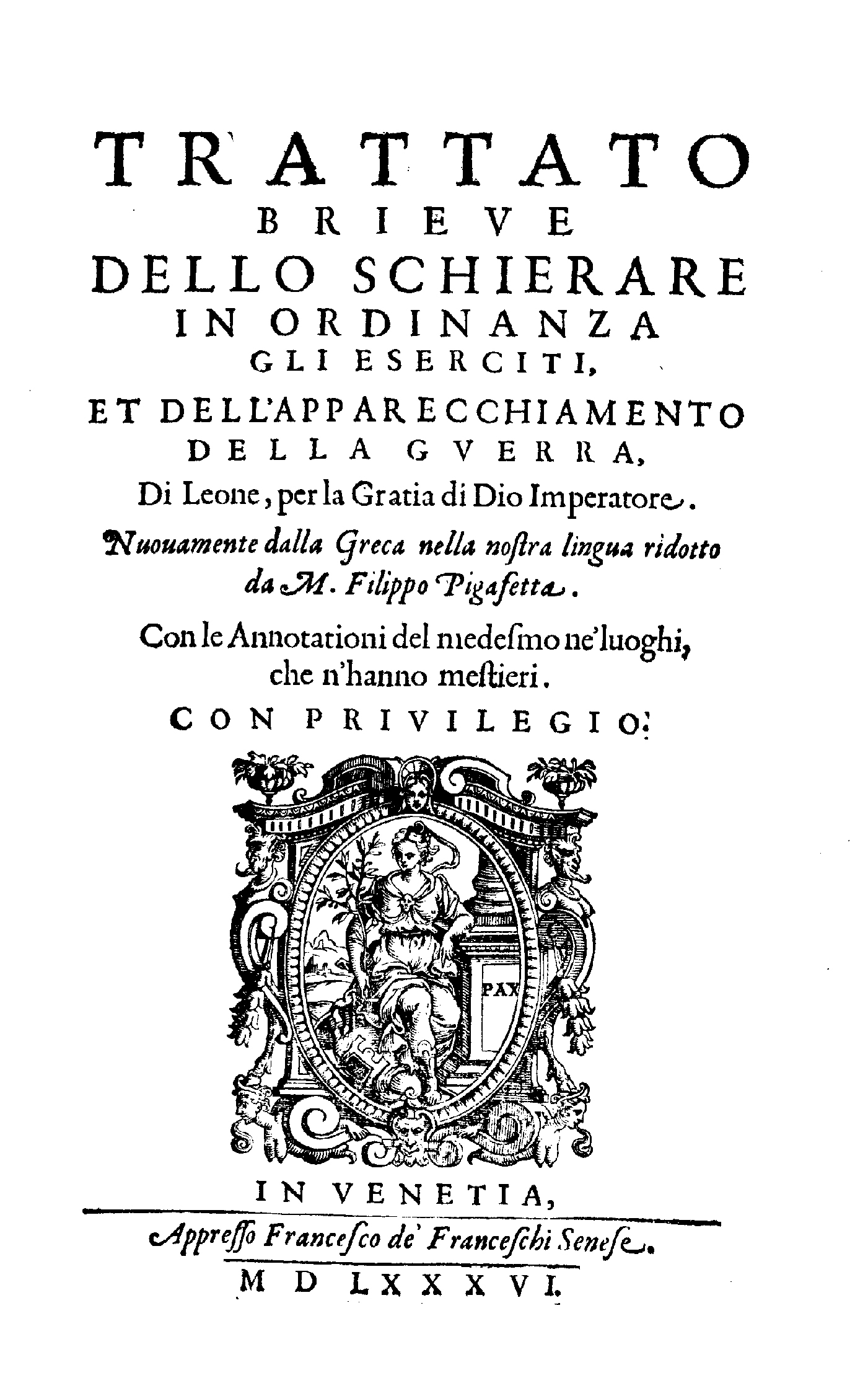
Tactica (edición italiana, 1586)

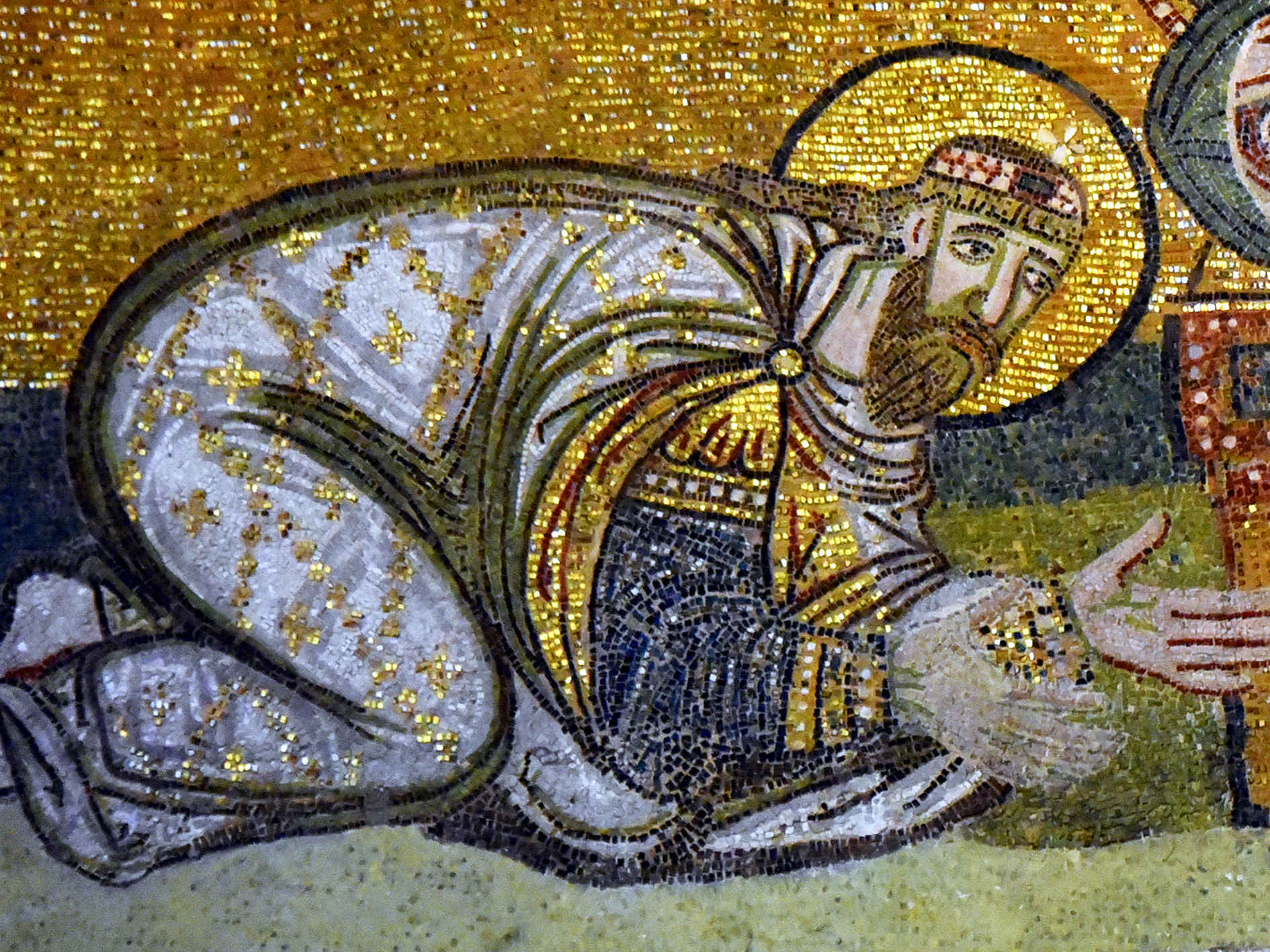
Mosaico de León VI

Tactica (en griego: Τακτικά) es un tratado de estrategia militar escrito o encargado por el emperador bizantizo León VI el Sabio en c. 895–908 y más tarde editado por su hijo Constantino VII. Basado en autores anteriores como Eliano, Onasandro y el  Estratégico del emperador Mauricio, es una de las mayores obras sobre tácticas militares bizantinas, escrita en vísperas de la «reconquista» imperial. Su título original en griego es Τῶν ἐν πολέμοις τακτικῶν σύντομος παράδοσις (Breve explicación de las tácticas de la guerra). La obra trata sobre una amplia variedad de temas, como las formaciones de infantería y caballería, el minado, el asedio y la guerra en el mar, etc. Está redactado al modo legislativo, y comprende 20 «Constituciones» (Διατάξεις Diataxeis) y un Epílogo, y se remata con doce capítulos más; los últimos están dedicados a las tácticas antiguas.

## Texto
El texto de la Tactica se ha transmitido en varios manuscritos prototipos, de los que el mejor data de la misma época de León. Este menciona en la Tactica que el cristianismo podría adoptar del islám la doctrina de la «guerra santa».